# میشل استروگف (مینی‌سریال)
میشل استروگف (فرانسوی: Michel Strogoff‎) یک مینی‌سریال فرانسوی-ایتالیایی-آلمانی به کارگردانی ژان-پی‌یر دکور است که در سال ۱۹۷۵ میلادی منتشر شد.

## بازیگران و نقش‌ها
- رایموند هارمستورف در نقش «میشل استروگف»
- لورنتسا گوئریه‌ری در نقش «نادیا»
- پیر ورنیه در نقش «ژولی‌وِه»
- ورنن دابچف در نقش «بلونت» (خبرنگار)
- رادا راسیمف در نقش «سونگار»
- یوژف ماداراش در نقش «فئوفار خان»
- والریو پاپسکو در نقش «ایوان اوگارُف»
- تیبور تانتسوش در نقش «تزار»